# Verband der Auslandsbanken in Deutschland
Der Verband der Auslandsbanken in Deutschland e.V. ist die Interessenvertretung der Auslandsbanken, ausländischen Kapitalanlagegesellschaften, Finanzdienstleistungsinstitute und Repräsentanzen in Deutschland. Er hat die Rechtsform eines eingetragenen Vereins.

Logo

Zum Verband gehören Banken, Kapitalverwaltungsgesellschaften und Finanzdienstleister in Deutschland aus mehr als 30 Ländern. Sie sind mit Tochtergesellschaften, Zweigniederlassungen, Repräsentanzen oder im Rahmen des grenzüberschreitenden Dienstleistungsverkehrs tätig und beschäftigen rund 30.000 Mitarbeiter. Der Verband fördert die wirtschaftlichen Interessen seiner Mitglieder und versteht sich als deren Vertretung in spezifischen grenzüberschreitenden auslandsbank- oder auslandsfondsspezifischen Fragestellungen gegenüber deutschen Gesetzgebern oder der EU.
Der Verband hat seinen Sitz in Frankfurt am Main. Gemessen an der Bilanzsumme ist die SEB AG das „größte“ Mitglied.

## Geschichte
Der Verband wurde am 31. März 1982 unter dem Namen Vereinigung der Auslandsbanken in Deutschland gegründet. Gründungsinstitute waren:
- Banque de Paris et des Pays-Bas
- Chemical Bank AG
- Continental Illinois National Bank and Trust Company of Chicago
- Crédit Lyonnais
- Lloyds Bank International Ltd.
- State Bank of India
- The First National Bank of Chicago

1986 erfolgte die Namensänderung in „Verband der Auslandsbanken in Deutschland“.

## Liste der Mitglieder 2016 (Auswahl)

### Ägypten
- Misr Bank-Europe GmbH

### Australien / Neuseeland
- Australia and New Zealand Banking Group Ltd. Niederlassung Frankfurt am Main
- Macquarie Capital (Europe) Limited Niederlassung Deutschland

### Belgien
- BNP Paribas Investment Partners Zweigniederlassung Deutschland
- Bremer Kreditbank AG
- KBC Bank Deutschland AG, KBC Lease (Deutschland) GmbH & Co. KG, KBC Securities NV German Branch (gehören zur KBC Group)
- The Bank of New York Mellon SA/NV Niederlassung Frankfurt

### Brasilien
- Banco do Brasil S.A. Zweigniederlassung Frankfurt am Main

### Volksrepublik China
- Agricultural Bank of China Ltd. Frankfurt Branch
- Bank of China Limited Zweigniederlassung Frankfurt am Main
- Bank of Communications Co., Ltd. Frankfurt Branch
- China Construction Bank Corporation Niederlassung Frankfurt
- Industrial and Commercial Bank of China (ICBC) Frankfurt Branch

### Dänemark
- Danske Bank A/S, Zweigniederlassung Hamburg
- Nordea Investment Management AG
- Sydinvest Administration A/S (Sydinvest International Investments (ISI))

### Finnland
- Nordea Fonds Service GmbH

### Frankreich
- Amundi Asset Management (gehört zur Gruppe Crédit Agricole)
- ARVAL Deutschland GmbH (gehört zu BNP Paribas)
- Bank Deutsches Kraftfahrzeugbaugewerbe AG (gehört zur Société Générale)
- BDK Leasing und Service GmbH
- BNP Paribas Asset Management S.A.S. Zweigniederlassung Frankfurt
- BNP Paribas Lease Group S.A. Zweigniederlassung Deutschland
- BNP Paribas S.A. Niederlassung Deutschland
- BNP PARIBAS Securities Services S.A. Zweigniederlassung Frankfurt am Main
- Boursorama S.A. Zweigniederlassung Frankfurt am Main
- CACAIS Bank Deutschland GmbH (gehört zur Gruppe Crédit Agricole)
- CIC Repräsentanz für Deutschland
- Claas Financial Service S.A.S. Zweigniederlassung Deutschland (gehört zu Renault Agriculture)
- CM CIC Leasing GmbH (gehört zu Crédit Industriel et Commercial/Crédit Mutuel))
- CNH Capital Europe S.A.S. Zweigniederlassung Deutschland
- Coface Deutschland AG (gehört zu Compagnie française d'assurance pour le commerce extérieur, Coface), Niederlassung der Coface S.A.
- Coface Finanz GmbH
- Coface Rating GmbH
- Cortal Consors S.A. Zweigniederlassung Deutschland (gehört zu BNP Paribas)
- Commerz Finanz GmbH
- Crédit Agricole Cheuvruex S.A. Niederlassung Deutschland, Crédit Agricole Corporate and Investmentbank, CreditPlus Bank AG
- Crédit Mutuel – Banque de L'Economie Niederlassung Deutschland
- CreditPlus Bank AG
- Eurofactor AG (gehört zur Gruppe Crédit Agricole)
- GE Corporate Finance Bank SCA Zweigniederlassung Frankfurt am Main
- GEFA Bank GmbH (gehören zur Société Générale)
- Hanseatic Bank GmbH & Co. KG
- JCB Finance SAS, ZNL Deutschland
- Natixis Global Asset Management (NGAM S.A., Zweigniederlassung Deutschland (gehören zu Groupe Caisse d’Epargne und Groupe Banque Populaire)
- NATIXIS Pfandbriefbank AG
- NATIXIS Zweigniederlassung Deutschland
- OnVista Bank GmbH
- SG Equipment Finance SA & Co. KG
- Société Générale S.A. Frankfurt am Main
- Société Générale Securities Services Deutschland Kapitalanlagegesellschaft mbH
- Targobank (gehört zu Crédit Mutuel)

### Griechenland
- PIRAEUS BANK S.A.

### Großbritannien
- ABC International Bank plc. Zweigniederlassung Frankfurt am Main
- BAL Global Finance Deutschland GmbH
- Barclaycard Barclays Bank PLC
- Barclays Bank PLC Frankfurt Branch
- Credit Suisse Securities (Europe) Limited Niederlassung Frankfurt am Main
- Europe Arab Bank plc, Niederlassung Frankfurt
- FIL Finance Services GmbH
- FIL Investment Management GmbH
- FIL Investment Services GmbH
- FIL Investments International Niederlassung Frankfurt
- GE Capital Bank Limited Commercial Distribution Finance Düsseldorf Branch
- Goldman Sachs International Zweigniederlassung Frankfurt
- ICAP Ltd. & Co OHG
- Invesco Asset Management Deutschland GmbH
- J.P. Morgan International Bank Limited Frankfurt Branch
- J.P. Morgan Securities plc Frankfurt Branch
- Jefferies International Limited Niederlassung Frankfurt
- LLOYDS BANK COMMERCIAL BANKING
- M&G International Investments Ltd. Niederlassung Frankfurt am Main
- Mitsubishi UFJ Securities International plc
- Morgan Stanley Bank International Limited Niederlassung Deutschland
- Morgan Stanley Real Estate Investment GmbH
- North Channel Bank GmbH & Co. KG
- ODDO SEYDLER BANK AG
- RBC Europe Limited
- RBS Deutschland Holdings GmbH
- Rogge Global Partners
- Schroder & Co. Ltd. Frankfurt Branch
- State Street Global Advisors GmbH
- The Royal Bank of Scotland plc (RBS), Niederlassung Frankfurt
- Gartmore Investment Services GmbH (gehört zu Hellman & Friedman)
- Standard Chartered Bank Germany Branch
- Threadneedle Portfolio Services Ltd.
- TIAA Henderson Real Estate (TH Real Estate)

### Indien
- ICICI Bank UK Plc
- State Bank of India (SBI), Zweigniederlassung Frankfurt am Main

### Iran
- Bank Melli Iran (BMI)
- Bank Sepah-Iran Filiale Frankfurt
- Europäisch-Iranische Handelsbank AG

### Irland
- Bank of Ireland Zweigniederlassung Frankfurt
- Merrill Lynch International Bank Limited Zweigniederlassung Frankfurt am Main

### Italien
- Bankhaus August Lenz & Co. AG (gehört zu Mediolanum)
- Intesa Sanpaolo S.p.A. Frankfurt Branch
- Mediobanca Banca di Credito Finanziario S.p.A.
- Südtiroler Sparkasse AG, Niederlassung München – Cassa di Risparmio di Bolzano S.p.A.
- UBI Banca International S.A. Niederlassung München

### Japan
- BTMU Lease (Deutschland) GmbH (gehört zu Bank of Tokyo-Mitsubishi UFJ)
- Mitsubishi UFJ Securities International plc Frankfurt Branch
- Mizuho Bank Ltd., Filiale Düsseldorf (gehören zur Mizuho Financial Group)
- net-m privatbank 1891 AG
- Nomura Asset Management Deutschland KAG mbH
- Nomura International plc, German Branch
- Sumitomo Mitsui Banking Corporation, Filiale Düsseldorf
- The Bank of Tokyo-Mitsubishi UFJ, Ltd. Düsseldorf Branch

### Kanada
- Maple Bank GmbH

### Korea
- KEB Hana Bank (Deutschland) AG

### Luxemburg
- BGL BNP Paribas
- Fortis Lease Deutschland GmbH
- JPMorgan Asset Management (Europe) S.à r.l. Frankfurt Branch
- Pictet & Cie. (Europe) S.A. Niederlassung Frankfurt am Main

### Marokko
- Attijariwafa Bank, Zweigniederlassung Frankfurt am Main
- Banque Chaabi Du Maroc Niederlassung Deutschland

### Niederlande
- ABN AMRO Bank N.V. Frankfurt Branch
- ABN AMRO Commercial Finance GmbH
- ABN AMRO Holding (Deutschland) GmbH
- AGCO Finance GmbH
- Bethmann Bank AG
- BNP Paribas Factor GmbH
- De Lage Landen International B.V. Deutsche Niederlassung
- De Lage Landen Leasing GmbH (gehört zu Rabobank)
- DHB Demir-Halk Bank (Nederland) N.V. Filiale Düsseldorf
- FIL Fondsbank GmbH
- ING Asset Management B.V. Zweigniederlassung Frankfurt,
- ING Bank, eine Niederlassung der ING-DiBa AG (gehören zur ING Groep)
- International Card Services B.V.
- KAS Bank N.V. German Branch, KAS Investment Servicing GmbH
- NIBC Bank Deutschland AG
- NIBC Bank N.V. Zweigniederlassung Frankfurt
- Rabobank International Frankfurt Branch
- Robeco Deutschland Zweigniederlassung der Robeco Institutional Asset Management B.V. (gehört zu Rabobank)
- Triodos Bank N.V. Deutschland

### Norwegen
- DnB NOR Bank ASA Filiale Deutschland

### Österreich
- activ factoring AG
- Airbus Group Bank GmbH
- Austria Leasing Gesellschaft mbH (gehört zur Raiffeisen-Bankengruppe)
- Bank Vontobel Europe AG
- Hypo Tirol Bank AG Zweigstelle München
- Oberbank AG, Zweigniederlassung Deutschland
- Privat Bank AG der Raiffeisenlandesbank Oberösterreich
- Raiffeisen Bank International AG Niederlassung Frankfurt
- Raiffeisen Kapitalanlage GmbH Niederlassung Deutschland
- Raiffeisen-IMPULS Finance & Lease GmbH
- Raiffeisenlandesbank Oberösterreich AG Zweigniederlassung Süddeutschland
- Vakifbank International AG, Wien Zweigniederlassung Frankfurt am Main

### Polen
- PKO Bank Polski S.A. Niederlassung Deutschland

### Russland
- VTB Bank (Deutschland) AG

### Schweden
- Ikano Bank AB (publ), Zweigniederlassung Deutschland
- Nordea Bank Finland Plc Niederlassung Deutschland (gehört zu Nordea in Schweden)
- Enskilda Securities AB Frankfurt Branch (gehört zur SEB AG)
- SEB AG
- SEB Leasing GmbH
- SEB Skandinavia Enskilda Frankfurt Branch
- Svenska Handelsbanken AB (publ) Niederlassung Frankfurt am Main

### Schweiz
- Bank J. Safra Sarasin AG
- Bank Julius Bär Europe AG
- Credit Suisse (Deutschland) AG
- Credit Suisse Asset Management Immobilien Kapitalanlagegesellschaft mbH
- GAM (Deutschland) GmbH
- MainFirst Bank AG
- SECB Swiss Euro Clearing Bank GmbH
- St. Galler Kantonalbank Deutschland AG
- UBS Beteiligungs-GmbH & Co. KG
- UBS Deutschland AG
- UBS Global Asset Management (Deutschland) GmbH
- Bank Vontobel Europe AG Financial Products GmbH

### Spanien
- Banco Bilbao Vizcaya Argentaria S.A. (BBVA) Niederlassung Deutschland
- Banco Santander, S.A. Filiale Frankfurt am Main

### Türkei
- Akbank AG
- FCB Firmen-Credit Bank GmbH
- İşbank AG (gehört zu Türkiye İş Bankası A.Ş.)
- OYAK Anker Bank GmbH
- Ziraat Bank International AG (gehört zur T.C. Ziraat Bankası)

### USA
- American Express International, Inc. Niederlassung Deutschland, Frankfurt am Main
- American Express Payment Services Limited
- American Express Services Europe Ltd. Zweigniederlassung Frankfurt
- Bank of America Military Banking Overseas Division (gehört zu Bank of America)
- Bank of America, N.A. Frankfurt Branch
- BNY Mellon Service Kapitalanlage-Gesellschaft mbH
- Citibank N.A. in New York Filiale Frankfurt am Main
- Citicorp Leasing (Deutschland) GmbH
- Citigroup Global Markets Deutschland AG
- Federated Asset Management GmbH
- Gamma Trans Leasing Verwaltungs-GmbH
- GE Auto Service Leasing GmbH
- GE Capital Bank AG, GE Capital Factoring GmbH, GE Capital Leasing GmbH, GE Capital Solutions Investment GmbH (gehören zur GE Capital Bank (General Electric))
- Goldman Sachs AG
- HKB Bank GmbH
- IKB Deutsche Industriebank AG (gehört zu Lone Star Funds)
- J.P. Morgan AG, JPMorgan Chase Bank, N.A., Frankfurt Branch (gehören zu JPMorgan Chase & Co.)
- Goldman Sachs International Zweigniederlassung Frankfurt, Goldman, Sachs & Co. oHG
- Merrill Lynch Management GmbH
- MHB-Bank AG
- Morgan Stanley Bank AG, Morgan Stanley Wertpapier GmbH
- Oddo Meriten Asset Management GmbH
- Standard Chartered Bank Germany Branch
- State Street Bank GmbH, State Street Global Advisors GmbH
- The Bank of New York Mellon (BNY) Frankfurt Branch
- Wells Fargo Bank International Frankfurt Branch
- Wells Fargo Securities International Limited Frankfurt Branch

### Vietnam
- VietinBank Filiale Deutschland in Frankfurt